# Adam Hložek
Pour les articles homonymes, voir Hložek.
Adam Hlozek, né le 25 juillet 2002 à Ivančice en Tchéquie, est un footballeur international tchèque qui évolue au poste d'ailier gauche au TSG Hoffenheim.

## Biographie

### Sparta Prague
De nationalité Tchèque, il a des origines roms . Il découvre l'équipe professionnelle du Sparta Prague, jouant son premier match avec l'équipe première le 2 octobre 2018, à l'occasion d'une rencontre de coupe de Tchéquie contre le Slavoj Polná. Il entre en jeu ce jour-là et se fait remarquer en inscrivant également son premier but en professionnel, participant à la victoire de son équipe par quatre buts à un,. Il est notamment auteur d'un début de saison prolifique lors de la saison 2019-2020 avec huit titularisations, quatre buts et trois passes décisives au 1er septembre 2019. Son statut est tel qu'il est notamment attendu pour le match décisif en barrage de la Ligue Europa contre le Trabzonspor, finalement perdu par les Tchèques qui échouent à ce qualifier pour la phase de groupe.
Le 8 mai 2020 il est inclus dans le top 50 — à la 36e position — des meilleurs jeunes au niveau mondial par le site spécialisé de Football Talent Scout.

### Bayer Leverkusen
Le 2 juin 2022, Hložek s'engage en faveur du Bayer 04 Leverkusen pour un contrat courant jusqu'en juin 2027. Le club allemand le recrute pour une somme de 18 millions d'euros, bonus compris.

### En sélection
Ces performances lui valent notamment d'être observé par Jaroslav Šilhavý, le sélectionneur de l'équipe de Tchéquie, pour rejoindre les internationaux "A" dans leurs parcours lors des Éliminatoires de l'euro. Mais il reste finalement dans l'équipe espoir pour prendre part à la qualification pour l'euro espoirs 2021.
Il honore finalement sa première sélection avec les A le 4 septembre 2020 contre la Slovaquie, à l'occasion d'une rencontre de Ligue des nations. Il est titularisé ce jour-là et son équipe s'impose par trois buts à un.
En mai 2021 il est convoqué avec l'équipe nationale de Tchéquie, figurant dans la liste des 26 joueurs tchèques pour participer à l'Euro 2020. Il joue un total de quatre matchs, à chaque fois en entrant en cours de jeu lors de ce tournoi où son équipe atteint les quarts de finale.
Il est retenu dans la liste des 26 joueurs tchèques du sélectionneur Ivan Hašek pour participer à l'Euro 2024. Sur le banc lors du premier match face au Portugal, il devient titulaire lors des deux matchs suivants (Turquie et Géorgie), mais sera éliminé avec son équipe dès le premier tour. 

## Palmarès

### En club
Bayer Leverkusen
- Champion d'Allemagne en 2024
- Vainqueur de la Coupe d'Allemagne en 2024

## Statistiques
| Saison                | Club                  | Championnat           | Championnat | Championnat | Championnat | Coupe(s) nationale(s) | Coupe(s) nationale(s) | Coupe(s) nationale(s) | Compétition(s) continentale(s) | Compétition(s) continentale(s) | Compétition(s) continentale(s) | Compétition(s) continentale(s) | Total | Total | Total |
| Saison                | Club                  | Division              | M.          | B.          | P.d.        | M.                    | B.                    | P.d.                  | Comp.                          | M.                             | B.                             | P.d.                           | M.    | B.    | P.d.  |
| 2018-2019             | Sparta Prague         | D1                    | 19          | 3           | 3           | 4                     | 1                     | -                     | -                              | -                              | -                              | -                              | 23    | 4     | 3     |
| 2019-2020             | Sparta Prague         | D1                    | 34          | 7           | 8           | 4                     | 1                     | 1                     | C3                             | 1                              | 1                              | -                              | 39    | 9     | 9     |
| 2020-2021             | Sparta Prague         | D1                    | 19          | 15          | 8           | 3                     | -                     | -                     | C3                             | 1                              | 1                              | 1                              | 23    | 16    | 9     |
| 2021-2022             | Sparta Prague         | D1                    | 32          | 9           | 6           | 3                     | 1                     | 0                     | C1+C3+C4                       | 4+5+2                          | 0+1+1                          | 1+0+0                          | 46    | 12    | 7     |
| Sous-total            | Sous-total            | Sous-total            | 104         | 34          | 25          | 14                    | 3                     | 1                     | -                              | 13                             | 4                              | 2                              | 131   | 41    | 28    |
| 2022-2023             | Bayer Leverkusen      | Bundesliga            | 29          | 5           | 2           | 1                     | 1                     | 0                     | C1+C3                          | 6+8                            | 0+1                            | 1+0                            | 44    | 7     | 3     |
| 2023-2024             | Bayer Leverkusen      | Bundesliga            | 23          | 2           | 3           | 4                     | 3                     | 1                     | C3                             | 9                              | 2                              | 1                              | 36    | 7     | 5     |
| Sous-total            | Sous-total            | Sous-total            | 52          | 7           | 5           | 5                     | 4                     | 1                     | -                              | 23                             | 3                              | 2                              | 80    | 14    | 8     |
| 2024-2025             | TSG Hoffenheim        | Bundesliga            | 27          | 8           | 3           | 2                     | 0                     | 1                     | C3                             | 8                              | 3                              | 0                              | 37    | 11    | 4     |
| Sous-total            | Sous-total            | Sous-total            | 27          | 8           | 3           | 2                     | 0                     | 1                     | -                              | 8                              | 3                              | 0                              | 37    | 11    | 4     |
| Total sur la carrière | Total sur la carrière | Total sur la carrière | 183         | 49          | 33          | 21                    | 7                     | 3                     | -                              | 44                             | 10                             | 4                              | 248   | 66    | 40    |